# Pian Camuno
Pian Camuno – miejscowość i gmina we Włoszech, w regionie Lombardia, w prowincji Brescia.
Według danych na rok 2004 gminę zamieszkuje 3767 osób, 342,5 os./km².